# Laye (Hautes-Alpes)
Pour les articles homonymes, voir Laye (homonymie).
Laye (pron. [laj]), parfois nommé Laye-en-Champsaur, est une commune française située dans le département des Hautes-Alpes en région Provence-Alpes-Côte d'Azur.

## Géographie

### Localisation
La commune de Laye est située au sud-ouest du Champsaur, sur le versant nord du col Bayard, à 10 kilomètres de Gap et 5 de Saint-Bonnet-en-Champsaur.

### Géologie et relief
Laye est adossée, à l'ouest, au massif du Dévoluy, dont elle est séparée par une longue crête qui culmine à 2161 mètres au Pic de Gleize. Elle descend jusqu'au Drac, à moins de 1000 mètres d'altitude sous le hameau de Brutinel. À l'est, elle est séparée de Saint-Laurent-du-Cros par le ravin de la Bonne, petit ruisseau qui entaille profondément le plateau qui descend de Bayard jusqu'au Drac.
L'habitat est réparti principalement entre quatre hameaux :
- le chef-lieu, sur une butte bordant la route, à l'entrée sud de la commune
- Laye-station, au sud-ouest, sur les contreforts du Pic de l'Aiguille
- Villard de Laye, à l'ouest, à mi-pente
- Brutinel, au nord, en bas de la descente.

La mairie est située à Brutinel.

### Sismicité
Commune située dans une zone de sismicité moyenne.

### Hydrographie et les eaux souterraines
Cours d'eau sur la commune ou à son aval :
- torrents le Drac, de la bonne, de brutinel, de riou froide, riou claret, des chaumattes, le Petit Buëch,
- ruisseaux de jourdanne, de la mangette.

Laye dispose de la station d'épuration de Laye-Hameau, d'une capacité de 1950 équivalent-habitants.

### Climat
Pour des articles plus généraux, voir Climat de Provence-Alpes-Côte d'Azur et Climat des Hautes-Alpes.
En 2010, le climat de la commune est de type climat des marges montargnardes, selon une étude du Centre national de la recherche scientifique s'appuyant sur une série de données couvrant la période 1971-2000. En 2020, Météo-France publie une typologie des climats de la France métropolitaine dans laquelle la commune est exposée à un climat de montagne ou de marges de montagne et est dans la région climatique Alpes du sud, caractérisée par une pluviométrie annuelle de 850 à 1 000 mm, minimale en été.
Pour la période 1971-2000, la température annuelle moyenne est de 8,8 °C, avec une amplitude thermique annuelle de 17,3 °C. Le cumul annuel moyen de précipitations est de 1 025 mm, avec 7,6 jours de précipitations en janvier et 5,8 jours en juillet. Pour la période 1991-2020, la température moyenne annuelle observée sur la station météorologique de Météo-France la plus proche, « Saint-Bonnet Champsaur », sur la commune de Saint-Bonnet-en-Champsaur à 2 km à vol d'oiseau, est de 8,9 °C et le cumul annuel moyen de précipitations est de 1 085,8 mm. 
La température maximale relevée sur cette station est de 35 °C, atteinte le 28 juillet 2005 ; la température minimale est de −19 °C, atteinte le 12 janvier 1987,,.
Les paramètres climatiques de la commune ont été estimés pour le milieu du siècle (2041-2070) selon différents scénarios d'émission de gaz à effet de serre à partir des nouvelles projections climatiques de référence DRIAS-2020. Ils sont consultables sur un site dédié publié par Météo-France en novembre 2022.

## Urbanisme

### Typologie
Au 1er janvier 2024, Laye est catégorisée commune rurale à habitat dispersé, selon la nouvelle grille communale de densité à 7 niveaux définie par l'Insee en 2022.
Elle est située hors unité urbaine. Par ailleurs la commune fait partie de l'aire d'attraction de Gap, dont elle est une commune de la couronne,. Cette aire, qui regroupe 73 communes, est catégorisée dans les aires de 50 000 à moins de 200 000 habitants,.

### Voies de communications et transports

#### Voies routières
- La commune est traversée par la route nationale 85 ou route Napoléon.

#### Transports en commun
Transport en Provence-Alpes-Côte d'Azur
- Lignes du LER PACA[16].
- Les bus urbains de Gap[17].
- Ligne du Champsaur.

## Toponymie
Le nom de la localité est attesté sous la forme Laïa dès 1150
L'aïa en occitan.
Ce toponyme, une contraction de La Aïa, qui signifie sylve (forêt, massif forestier). Frédérique Mistral y apporte une précision en désignant ce massif forestier comme une sylve primaire. Aïa a donné la haie française.

## Histoire

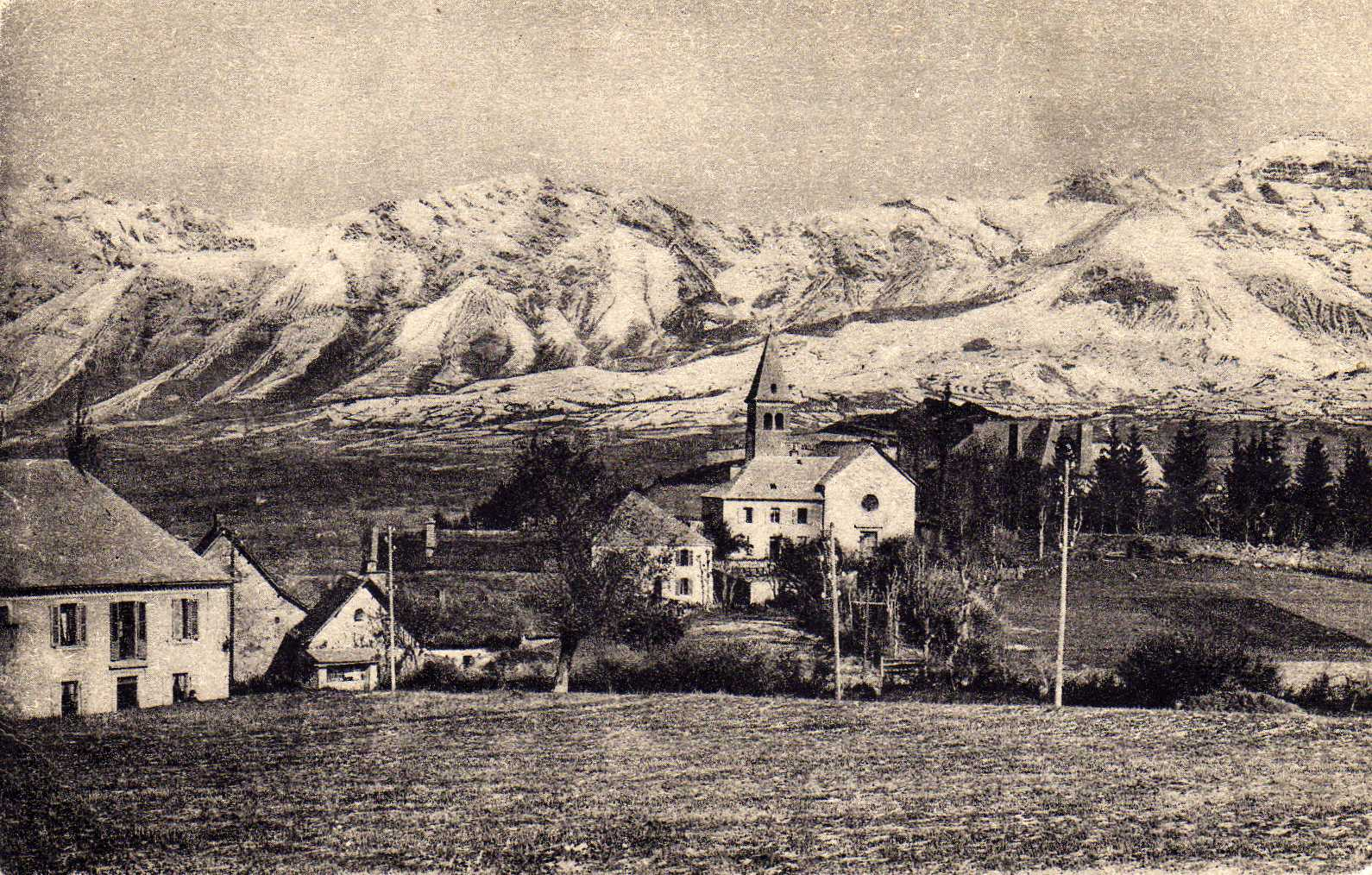
Village de Laye-en-Champsaur avant la 2ème guerre mondiale.

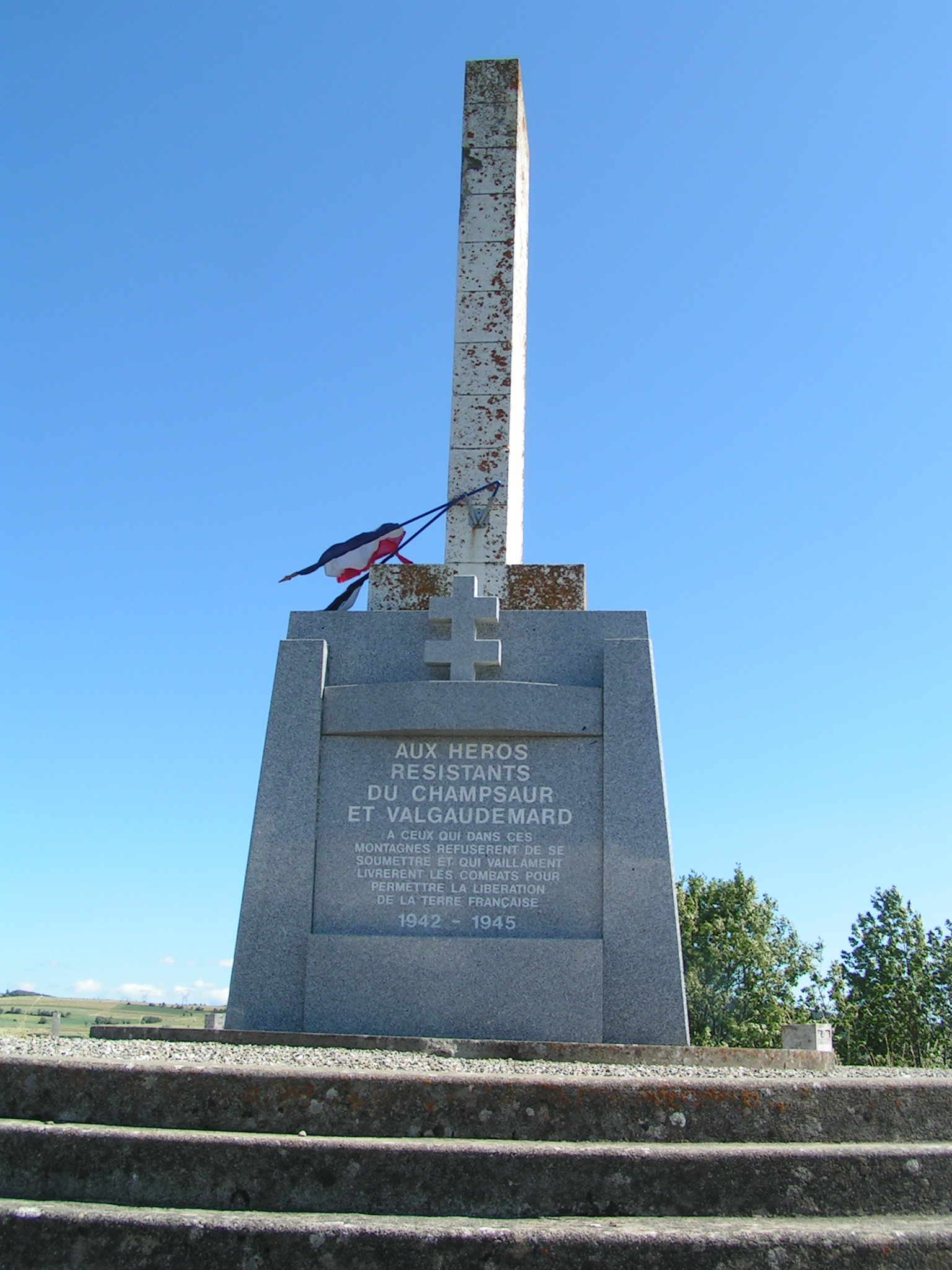
Monument de la Résistance.

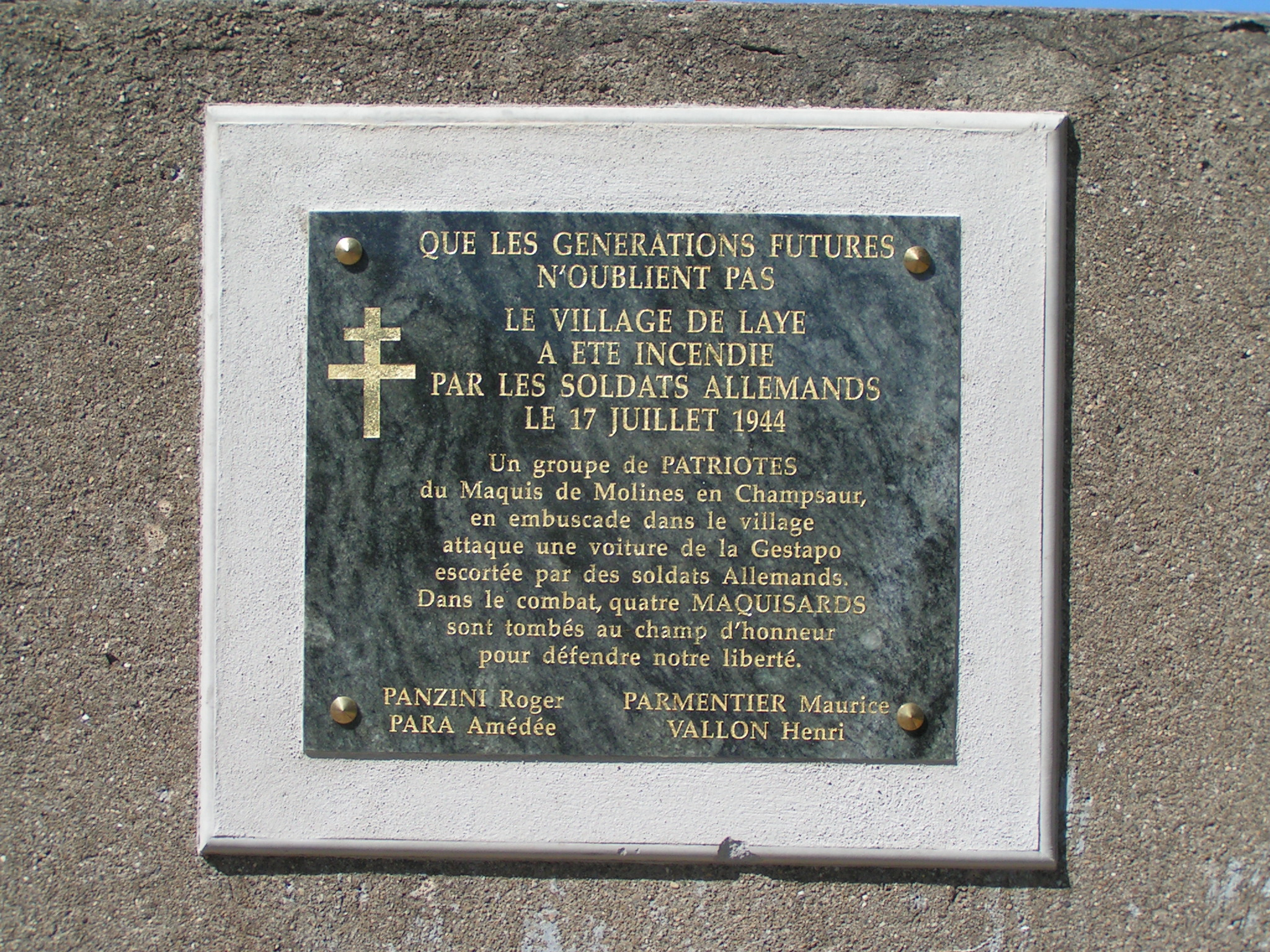
Plaque commémorative.

La paroisse de Laye, sous le vocable de saint Pierre, date du XIIe siècle au moins. L'église actuelle semble de la 2e moitié du XIXe siècle, alors que la chapelle Notre-Dame, sans doute construite au XVIIe siècle, est attestée à Brutinel en 1685. En 1708, elle était sous le vocable de la Nativité de la Vierge.
Durant la Seconde Guerre mondiale, le 17 juillet 1944, un groupe de maquisards venu de Molines-en-Champsaur tend une embuscade à un convoi allemand qui se dirige vers le col Bayard. Le commandement des maquisards se positionne près du cimetière, sur le mamelon qui domine la route nationale (à l'emplacement de l'actuel monument de la Résistance), deux autres groupes se dissimulent en contrebas de part et d'autre de la route nationale et un dernier groupe se positionne à l'embranchement du chemin vicinal allant au Cros.
Des tirs prématurés au passage du convoi allemand vont anéantir l'effet de surprise et le combat s'engage durement vers 15 heures. Des renforts allemands arrivent du plateau de Bayard et les maquisards doivent décrocher rapidement. Encerclés, certains sont abattus autour du village tandis que d'autres tentent de fuir vers le bois de Laye ou vers Saint-Laurent-du-Cros. Les combats dureront jusqu'à la tombée de la nuit faisant 4 morts parmi les résistants.
En représailles, la quasi-totalité du village de Laye est incendié sous les yeux des habitants tenus en joue par les mitraillettes allemandes leur interdisant de sauver effets personnels, meubles ou bétail.
Le choix effectué par le commandement de la position de l'embuscade (dans un village et sur une tour à portée de jumelles des renforts de Bayard) et la jeunesse des maquisards engagés dans l'action ont été très controversés. Cependant, quatre jeunes gens ont perdu la vie ce 17 juillet 1944 : Roger Ponzini, Amédée Para, Henri Parmentier et Henri Vallon. Une stèle apposée sur le mur du cimetière de Laye a été inaugurée le 17 juillet 2009. Une autre stèle, en mémoire d'Amédée Para, scout de France, est implantée sur la route nationale 85 à l'entrée du village.
Le 20 août 1944, le plateau de Bayard fut denouveau le théâtre d'affrontement entre la Résistance et l'armée allemande.

## Politique et administration
| Période                                  | Période      | Identité                     | Étiquette | Qualité                                                  |
| ---------------------------------------- | ------------ | ---------------------------- | --------- | -------------------------------------------------------- |
| mars 2001                                | octobre 2008 | Robert Bellon                |           |                                                          |
| octobre 2008                             | mai 2020     | Rémy Jouglard                | DVD       | Retraité Fonction publique                               |
| mai 2020                                 | mai 2020     | Ange Gambin                  |           | Retraité des artisans, commerçants et chefs d'entreprise |
| mai 2020                                 | en cours     | Anne Marie Antoinette Noulin |           | Ancienne employée                                        |
| Les données manquantes sont à compléter. |              |                              |           |                                                          |

### Budget et fiscalité 2017

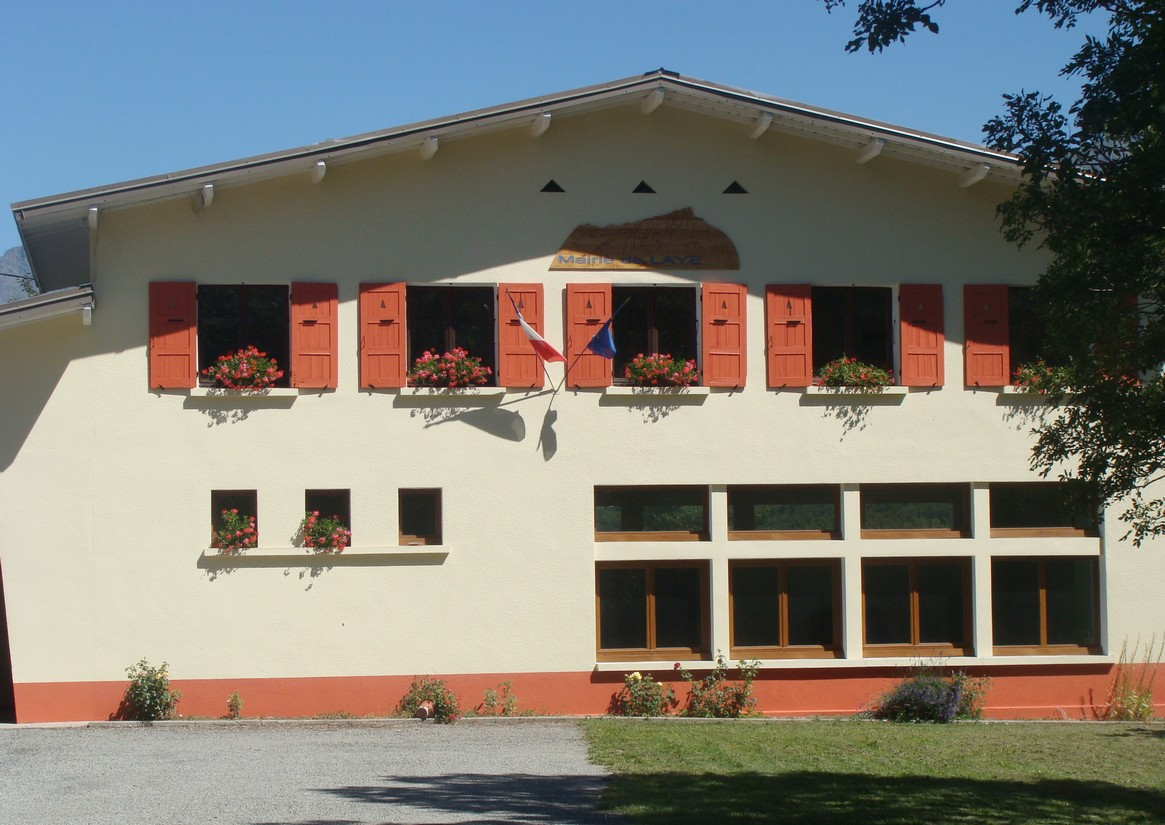
Mairie.

En 2017, le budget de la commune était constitué ainsi :
- total des produits de fonctionnement : 340 000 €, soit 1 364 € par habitant ;
- total des charges de fonctionnement : 260 000 €, soit 1 046 € par habitant ;
- total des ressources d'investissement : 91 000 €, soit 367 € par habitant ;
- total des emplois d'investissement : 197 000 €, soit 791 € par habitant ;
- endettement : 0 €, soit 0 € par habitant.

Avec les taux de fiscalité suivants :
- taxe d'habitation : 15,54 % ;
- taxe foncière sur les propriétés bâties : 24,14 % ;
- taxe foncière sur les propriétés non bâties : 79,43 % ;
- taxe additionnelle à la taxe foncière sur les propriétés non bâties : 96,83 % ;
- cotisation foncière des entreprises : 17,65 %.

Chiffres clés Revenus et pauvreté des ménages en 2015 : médiane en 2015 du revenu disponible, par unité de consommation : 21 487 €.

### Intercommunalité
Commune membre de la Communauté de communes Champsaur-Valgaudemar.

## Population et société

### Démographie
L'évolution du nombre d'habitants est connue à travers les recensements de la population effectués dans la commune depuis 1793. Pour les communes de moins de 10 000 habitants, une enquête de recensement portant sur toute la population est réalisée tous les cinq ans, les populations de référence des années intermédiaires étant quant à elles estimées par interpolation ou extrapolation. Pour la commune, le premier recensement exhaustif entrant dans le cadre du nouveau dispositif a été réalisé en 2004.

En 2022, la commune comptait 242 habitants, en évolution de +5,22 % par rapport à 2016 (Hautes-Alpes : +0,4 %, France hors Mayotte : +2,11 %).
| 1793 | 1800 | 1806 | 1821 | 1831 | 1836 | 1841 | 1846 | 1851 |
| ---- | ---- | ---- | ---- | ---- | ---- | ---- | ---- | ---- |
| 394  | 309  | 421  | 378  | 387  | 404  | 396  | 412  | 432  |

| 1856 | 1861 | 1866 | 1872 | 1876 | 1881 | 1886 | 1891 | 1896 |
| ---- | ---- | ---- | ---- | ---- | ---- | ---- | ---- | ---- |
| 424  | 427  | 434  | 402  | 392  | 354  | 352  | 338  | 314  |

| 1901 | 1906 | 1911 | 1921 | 1926 | 1931 | 1936 | 1946 | 1954 |
| ---- | ---- | ---- | ---- | ---- | ---- | ---- | ---- | ---- |
| 307  | 264  | 262  | 249  | 266  | 224  | 230  | 226  | 177  |

| 1962 | 1968 | 1975 | 1982 | 1990 | 1999 | 2004 | 2006 | 2009 |
| ---- | ---- | ---- | ---- | ---- | ---- | ---- | ---- | ---- |
| 185  | 155  | 137  | 163  | 192  | 212  | 228  | 217  | 238  |

| 2014 | 2019 | 2022 | - | - | - | - | - | - |
| ---- | ---- | ---- | - | - | - | - | - | - |
| 236  | 243  | 242  | - | - | - | - | - | - |

### Enseignement
Établissements d'enseignements :
- Écoles maternelles à Saint-Bonnet-en-Champsaur, La Fare-en-Champsaur, Saint-Laurent-du-Cros,
- Écoles primaires à Saint-Bonnet-en-Champsaur, Saint-Julien-en-Champsaur, La Fare-en-Champsaur,
- Collèges à Saint-Bonnet-en-Champsaur, Gap,
- Lycées à Gap.

### Santé
Professionnels et établissements de santé :
- Médecins à gap,
- Pharmacies à Gap,
- Hôpitaux à Gap.

### Cultes
- Culte catholique, Paroisse Champsaur-Valgaudemar[35], Diocèse de Gap.

## Économie

### Entreprises et commerces

#### Agriculture
- La commune a une vocation essentiellement agricole, soutenue par l'activité d'une fromagerie industrielle doublée d'un restaurant réputé sur la place de Gap.

#### Tourisme
- En 1965, un premier téléski est construit au hameau du Villard. Ce téléski avec deux pistes fera le bonheur des enfants du pays qui sont nombreux à avoir appris la « glisse » sur cet embryon de station qui donnera naissance en 1974 à l'actuelle station de ski de Laye-en-champsaur. Celle-ci, implantée à 1280 mètres d'altitude, au lieu-dit Canard, est la plus petite des stations-villages du Champsaur, mais la plus proche de Gap. Elle possède 10 pistes desservies par 7 remontées mécaniques, culminant à 1810 mètres d'altitude, ainsi qu'une piste de ski de fond de 4,5 kilomètres reliant la station au domaine de Gap-Bayard.
- Laye-station s'est développé comme un petit village, habité en toutes saisons. En été, c'est le point de départ de nombreux chemins de randonnée pédestre.

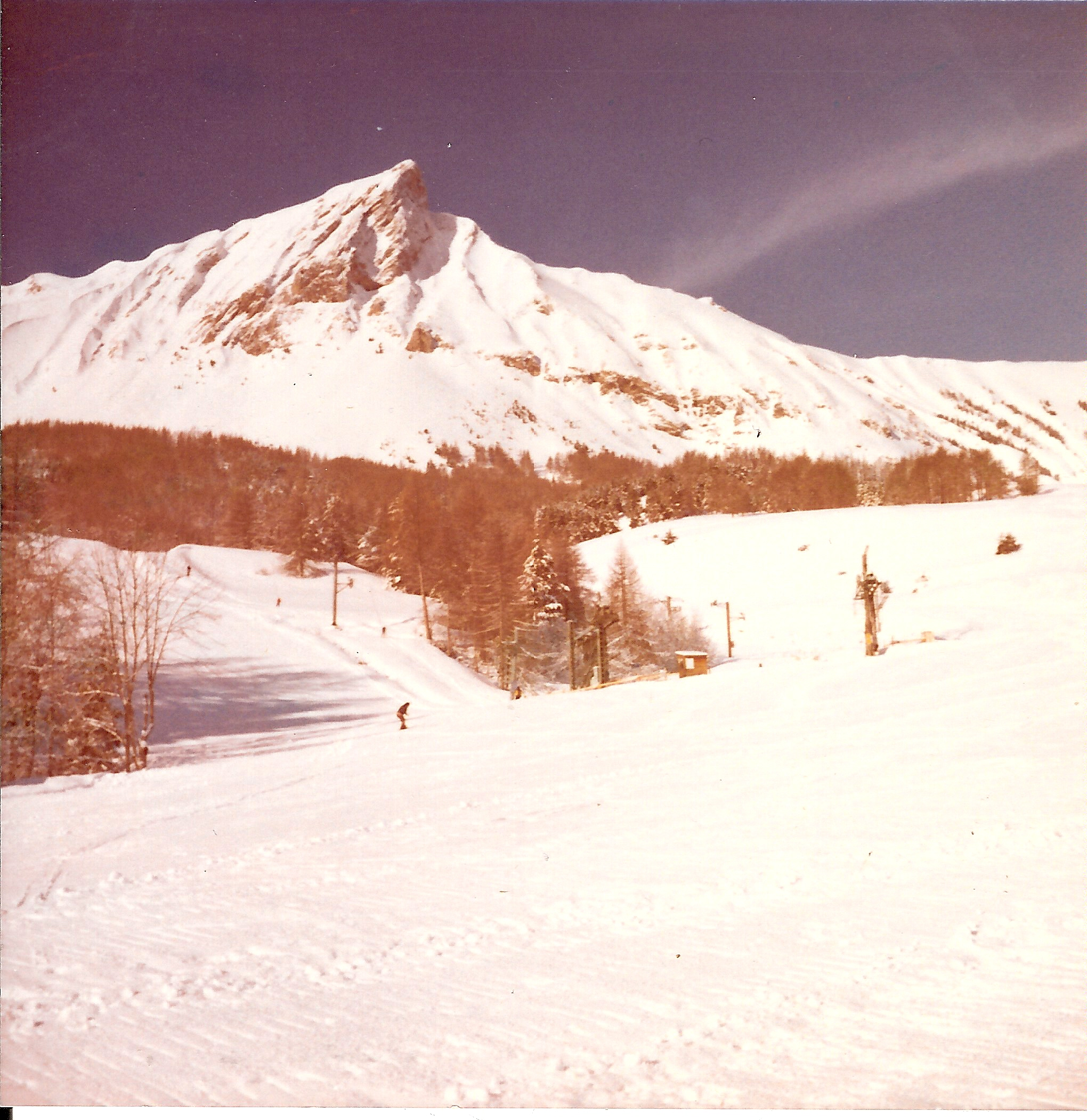
La station de ski à ses débuts.
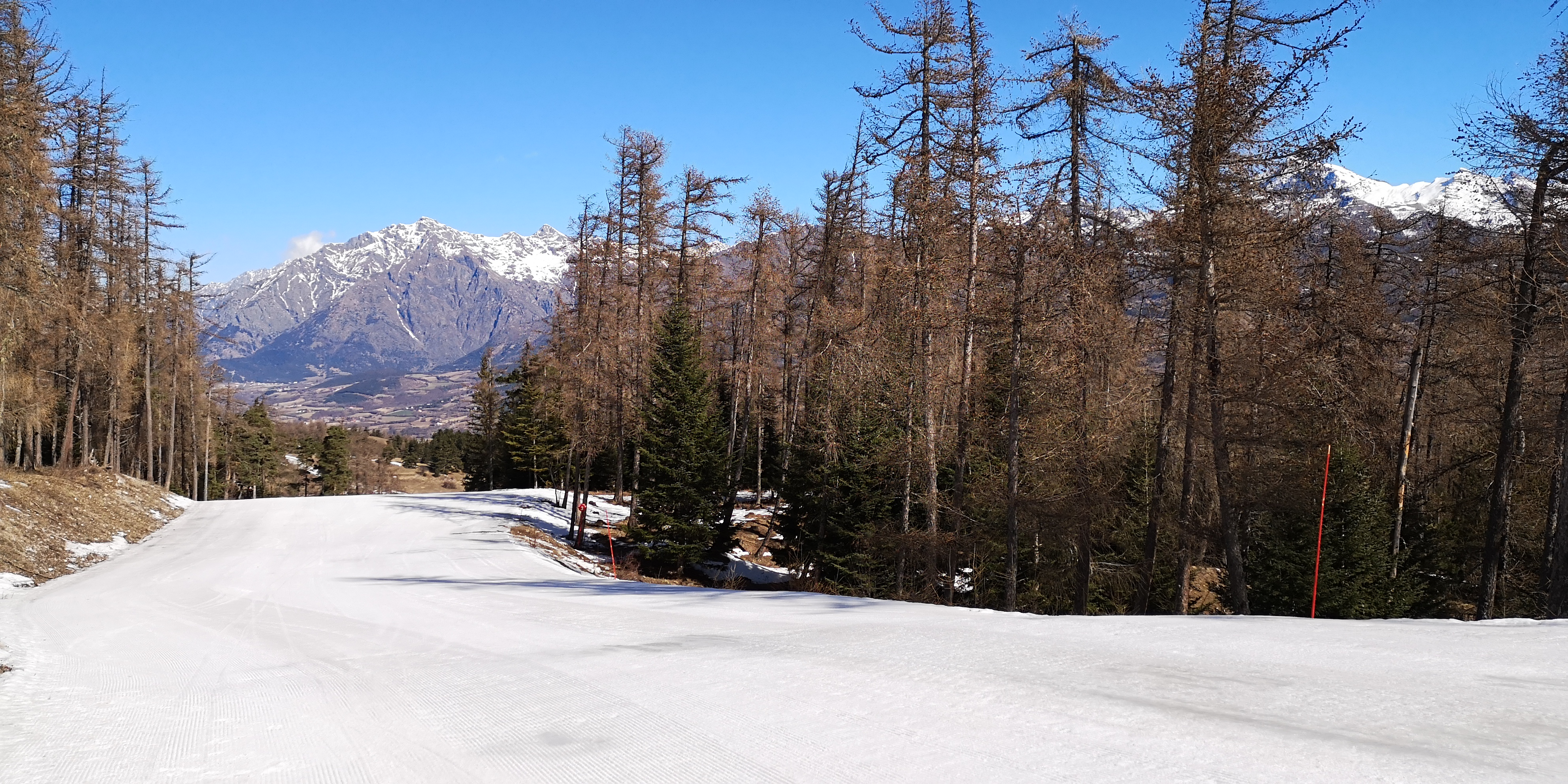
La station de ski en mars 2019.
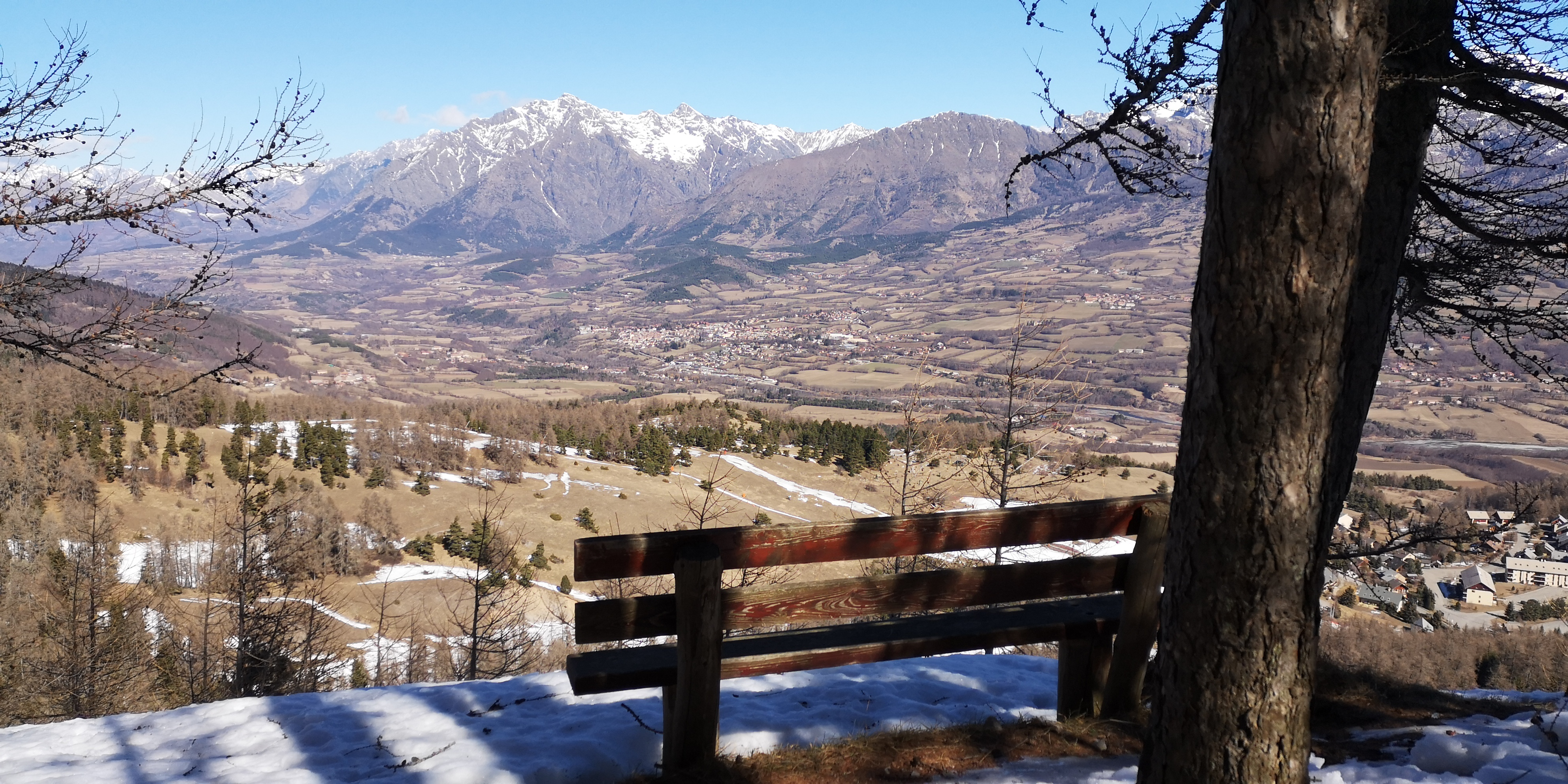
Panorama depuis le sentier de la Cuque.

## Culture locale et patrimoine

### Lieux et monuments
- Église paroissiale Saint-Pierre[36].

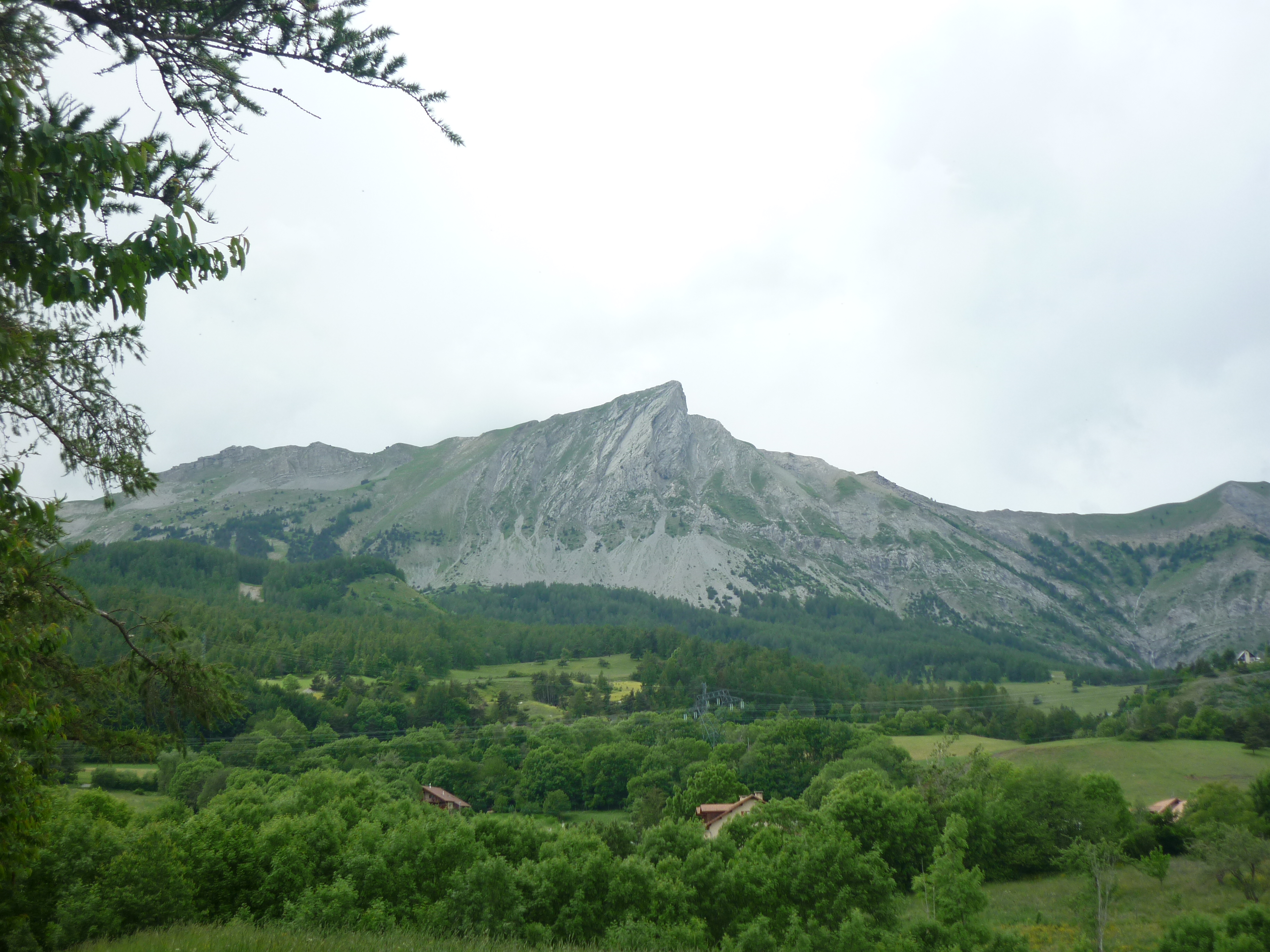
Vue depuis le village sur le pic de l'aiguille.

- Chapelle Notre-Dame-de-Bon-Secours[37].
- Chapelle Notre-Dame, de la-Nativité-de la-Vierge[38].
- Monument aux morts[39] : Conflits commémorés : 1914-1918.
- Le monument de la Résistance du Champsaur-Valgaudemar, élevé sur les vestiges de la tour du château qui fut le théâtre du terrible combat du 17 juillet 1944.
- L'ancien canal de Pont-du-Fossé, depuis l'aqueduc du ravin de la Bonne jusqu'à celui du torrent du Villard.
- Le four banal de Laye[40].
- Fermes des XVIIIe et XIXe siècles[41].
- Le pic de l'Aiguille (altitude 2140 mètres) et le pic de Gleize (2161 m.), avec la vue sur le cirque de Chaudun et les sources du petit Buëch.

### Personnalités liées à la commune
- Olivier de Laye, prélat du XIVe siècle.
- Alix Poncet, fille du seigneur de Laye[42], épouse de François de Bonne avec qui elle eut deux fils, Raymond et Jean. Celui-ci devint seigneur des Diguières et fondateur de la maison des Diguières. Son fils François de Bonne, deviendra Connétable de France.

### Héraldique
| Blason de Laye | Blason  | D'azur à la barre d'or chargée de cinq gentianes aussi d'azur, accompagnée en chef d'une montagne d'argent chargée d'un sapin de sinople et en pointe d'une tête de chamois au naturel. |
| Blason de Laye | Détails | Délibération du conseil municipal du 11 mai 2010. |